# Beaumont (cráter)

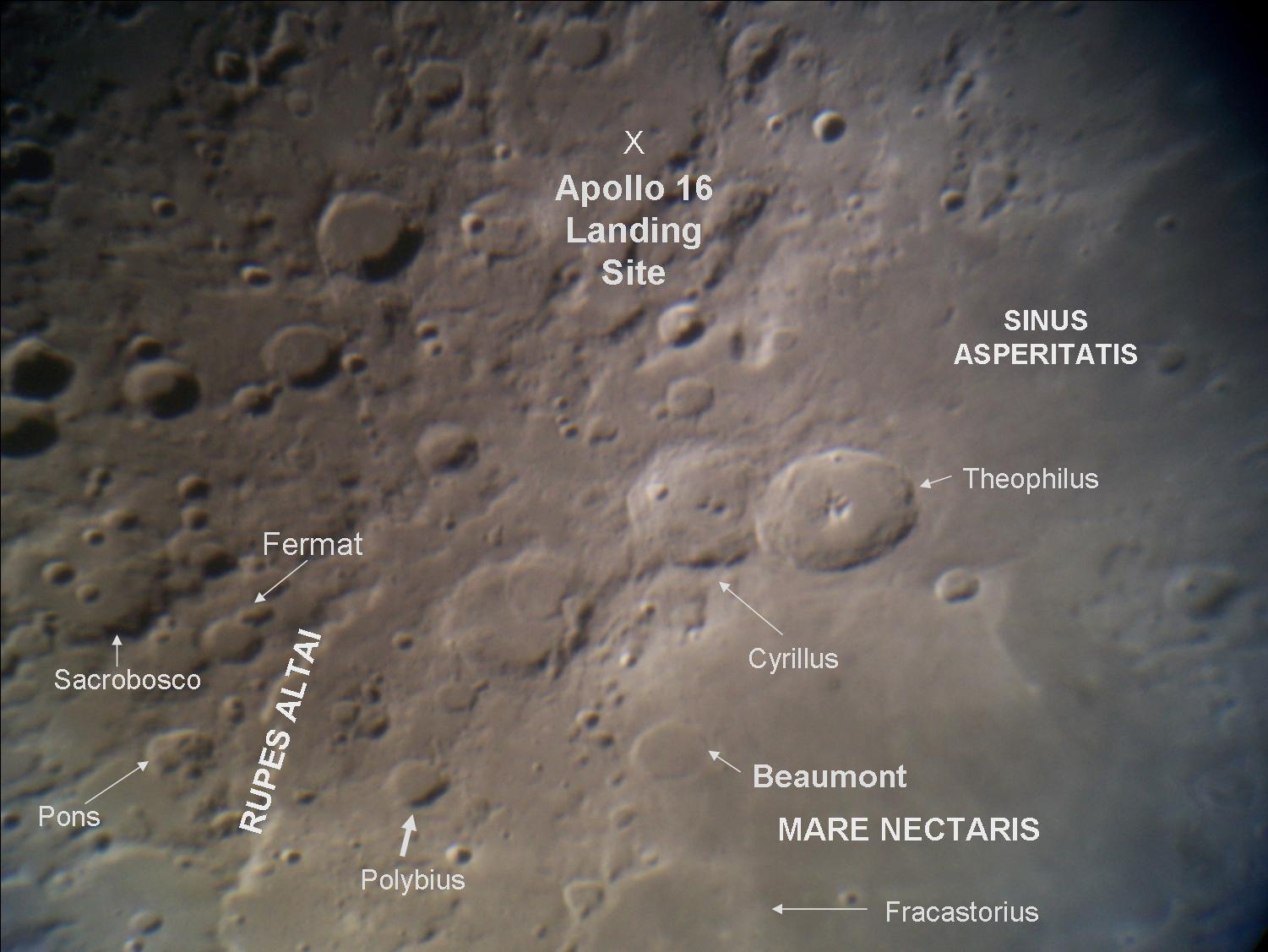
Localización de Beaumont (abajo-centro)

Beaumont es un cráter de impacto lunar inundado de lava, situado en la costa suroeste del Mare Nectaris. Se encuentra al noroeste del cráter Fracastorius también inundado por la lava de una forma similar. Al oeste se encuentra el destacado cráter Catharina.
|  |  |
|  |  |

El borde de Beaumont presenta una abertura en el este, por donde la lava procedente del Mare Nectaris inundó el interior. Ahora solo quedan restos desgastados de la pared exterior del cráter de impacto. Si el cráter alguna vez poseyó un pico central, ya no es visible. Su superficie contiene varias colinas y pequeños cráteres. Una cresta baja discurre hacia el norte desde el borde del cráter a través del Mare Nectaris.

## Cráteres satélite
Por convención estos elementos son identificados en los mapas lunares poniendo la letra en el lado del punto medio del cráter que está más cerca de Beaumont.
|          | \| Beaumont \| Coordenadas \| Diámetro \| \| -------- \| ----------------------------- \| -------- \| \| A \| 16°18′S 27°42′E / -16.3, 27.7 \| 14 km \| \| B \| 18°36′S 26°48′E / -18.6, 26.8 \| 16 km \| \| C \| 20°12′S 28°00′E / -20.2, 28.0 \| 6 km \| \| D \| 17°00′S 26°12′E / -17.0, 26.2 \| 11 km \| \| E \| 18°48′S 27°30′E / -18.8, 27.5 \| 18 km \| \| F \| 18°18′S 26°36′E / -18.3, 26.6 \| 10 km \| \| G \| 20°18′S 27°06′E / -20.3, 27.1 \| 8 km \| \| H \| 17°12′S 28°24′E / -17.2, 28.4 \| 6 km \| \| J \| 19°54′S 26°30′E / -19.9, 26.5 \| 5 km \| \| K \| 17°30′S 30°06′E / -17.5, 30.1 \| 6 km \| \| L \| 14°24′S 30°00′E / -14.4, 30.0 \| 4 km \| \| M \| 19°24′S 28°36′E / -19.4, 28.6 \| 10 km \| \| N \| 16°54′S 27°42′E / -16.9, 27.7 \| 5 km \| \| P \| 19°54′S 29°36′E / -19.9, 29.6 \| 17 km \| \| R \| 17°54′S 30°42′E / -17.9, 30.7 \| 4 km \| |          |
| Beaumont | Coordenadas | Diámetro |
| A        | 16°18′S 27°42′E / -16.3, 27.7 | 14 km    |
| B        | 18°36′S 26°48′E / -18.6, 26.8 | 16 km    |
| C        | 20°12′S 28°00′E / -20.2, 28.0 | 6 km     |
| D        | 17°00′S 26°12′E / -17.0, 26.2 | 11 km    |
| E        | 18°48′S 27°30′E / -18.8, 27.5 | 18 km    |
| F        | 18°18′S 26°36′E / -18.3, 26.6 | 10 km    |
| G        | 20°18′S 27°06′E / -20.3, 27.1 | 8 km     |
| H        | 17°12′S 28°24′E / -17.2, 28.4 | 6 km     |
| J        | 19°54′S 26°30′E / -19.9, 26.5 | 5 km     |
| K        | 17°30′S 30°06′E / -17.5, 30.1 | 6 km     |
| L        | 14°24′S 30°00′E / -14.4, 30.0 | 4 km     |
| M        | 19°24′S 28°36′E / -19.4, 28.6 | 10 km    |
| N        | 16°54′S 27°42′E / -16.9, 27.7 | 5 km     |
| P        | 19°54′S 29°36′E / -19.9, 29.6 | 17 km    |
| R        | 17°54′S 30°42′E / -17.9, 30.7 | 4 km     |